# Draft 2020 de la NBA
2019 2021
La draft 2020 de la NBA est la 74e draft annuelle de la National Basketball Association (NBA), se déroulant en amont de la saison 2020-2021. Initialement prévue le jeudi 25 juin 2020, la draft est reportée au 18 novembre 2020 en raison de la pandémie de Covid-19.
La draft de la NBA est un événement annuel où les joueurs des universités ayant au moins 19 ans le jour de la draft et ayant quitté le lycée depuis au minimum 1 an sont choisis pour jouer dans une équipe professionnelle de la National Basketball Association (NBA). Les joueurs étrangers de plus de 19 ans sont eux aussi éligibles.
La loterie pour désigner la franchise qui choisit en première un joueur, consiste en une loterie pondérée : parmi les équipes non qualifiées en playoffs, les chances de remporter le premier choix sont de 14% pour les trois plus mauvaises équipes, et de 0,5% pour la « moins mauvaise », où chaque équipe se voit confier aléatoirement 140 à 5 combinaisons différentes.
Anthony Edwards est sélectionné en premier choix par les Timberwolves du Minnesota, en provenance des Bulldogs de la Géorgie. LaMelo Ball, sélectionné en 3e position par les Hornets de Charlotte, remporte le titre de NBA Rookie of the Year à l'issue de la saison.

## Modifications en raison de la pandémie de Covid-19
La date initiale prévue pour la draft est le jeudi 25 juin 2020 au Barclays Center de Brooklyn, mais en raison de la suspension de la saison 2019-2020, pour cause de pandémie de Covid-19, la draft est repoussée.
Le 1er mai 2020, la NBA décide de reporter la loterie, ainsi que le Combine, prévus en amont de la draft. Ces deux événements permettent, respectivement, de définir l'ordre de choix concernant les franchises et d'évaluer les différents joueurs, en vue d'une possible sélection,.
En juin 2020, la loterie est fixée au 25 août 2020. La draft est fixée au 15 octobre 2020, puis au 16 octobre après un nouveau report,.
Le 9 septembre 2020, il est annoncé que la draft et la free agency initialement programmées les 16 et 18 octobre 2020 sont repoussées. ESPN annonce le 18 novembre 2020 comme nouvelle date pour la draft.

## Règles d'éligibilité
La draft est menée en vertu des règles d'admissibilité établies dans la nouvelle convention collective de 2011, désignée sous le terme de Collective Bargaining Agreement ou CBA. Cette convention est signée entre la ligue et le syndicat des joueurs. Le CBA qui a mis fin au lock-out de 2011 n'a institué aucun changement immédiat à la draft, mais a appelé à un comité de propriétaires et de joueurs pour discuter des changements à venir. À partir de 2012, les règles d'admissibilité de base pour la draft sont listées ci-dessous :
- Tous les joueurs repêchés (draftés) doivent avoir au moins 19 ans au cours de l'année civile de la draft. En termes de dates, les joueurs admissibles au repêchage de 2019 doivent être nés avant le 31 décembre 2000[11].
- Tout joueur qui n'est pas un « joueur international », tel que défini par le CBA, doit être retiré au moins un an de sa classe de lycée[11]. Le CBA définit les « joueurs internationaux » comme des joueurs qui ont résidé de manière permanente en dehors des États-Unis pendant trois ans avant la draft, qui n'ont pas terminé l'école secondaire aux États-Unis, et n'ont jamais été inscrits dans un collège ou une université américaine[11].

L'exigence de base pour l'admissibilité automatique pour un joueur américain est l'achèvement de son admissibilité au collège. Les joueurs qui répondent à la définition du CBA des « joueurs internationaux » sont automatiquement admissibles si leur 22e anniversaire tombe pendant l'année civile de la draft (c'est-à-dire nés avant le 31 décembre 1997). Les joueurs américains qui ont arrêté au moins un an leurs études secondaires et qui ont joué au basket-ball dans les ligues mineures avec une équipe en dehors de la NBA sont également automatiquement admissibles.
Un joueur qui n'est pas automatiquement admissible doit déclarer son éligibilité pour la draft en informant les bureaux NBA par écrit au plus tard 60 jours avant la draft. Pour la draft de 2019, cette date est tombée le 21 avril. Selon les règles de la NCAA, les joueurs ont seulement jusqu'en avril pour se retirer de la draft et de maintenir leur admissibilité au collège.
Un joueur qui a embauché un agent perd son admissibilité pour les années de collège restantes. En outre, le CBA permet à un joueur de se retirer de la draft à deux reprises.

## Candidats

### Joueurs universitaires
86 joueurs (internationaux ou universitaires) se sont inscrits pour cette draft. Ce nombre ne prend pas en compte le reste des joueurs automatiquement éligibles.
En ce qui concerne les joueurs universitaires, seuls les vingt joueurs senior les plus pressentis pour être draftés lors de cette édition sont mentionnés (en gras). Ainsi, la liste des joueurs ayant effectué l'intégralité de leur cursus universitaire (qui sont donc automatiquement éligibles) n'est pas exhaustive. En revanche, tous les underclassmen (joueurs n'ayant pas fini leur cursus universitaires) sont listés.
| Année | Freshman : 1re année | Sophomore : 2e année | Junior : 3e année | Senior : 4e année |

| Poste | G : meneur - arrière | F : ailier - ailier fort | C : pivot |

- Precious Achiuwa – F, Memphis (freshman)[15]
- Milan Acquaah – G, California Baptist (junior)
- Ty-Shon Alexander – G, Creighton (junior)[16]
- Cole Anthony – G, North Carolina (freshman)[17]
- Udoka Azubuike – C, Kansas (senior)
- Brendan Bailey – F, Marquette (sophomore)
- Desmond Bane – G, TCU (senior)
- Saddiq Bey – F, Villanova (sophomore)[18]
- Tyler Bey – G, Colorado (junior)[19]
- Jermaine Bishop – G, Norfolk State (senior)[20]
- Dachon Burke Jr. – G, Nebraska (junior)[21]
- Vernon Carey Jr. – F, Duke (freshman)[22]
- Yoeli Childs – F, BYU (senior)
- Anthony Cowan Jr. – G, Maryland (senior)
- Nate Darling – G, Delaware (junior)[23]
- Lamine Diane – F, CSU Northridge (en) (sophomore)[24]
- Mamadi Diakité — F, Virginia (senior)
- Kristian Doolittle – F, Oklahoma (senior)
- Devon Dotson – G, Kansas (sophomore)[25]
- Anthony Edwards – G, Georgia (freshman)[26]
- C. J. Elleby – F, Washington State (sophomore)
- Steven Enoch – C, Louisville (senior)
- Malik Fitts – F, Saint Mary's (junior)[27]
- Malachi Flynn – G, San Diego State (junior)
- Josh Green – G, Arizona (freshman)[28]
- Ashton Hagans – G, Kentucky (sophomore)[29]
- Tyrese Haliburton – G, Iowa State (sophomore)[30]
- Josh Hall – F, Moravian Preparatory School (diplômé)[31]
- Rayshaun Hammonds – F, Georgia (junior)[32]
- Jalen Harris – G, Nevada (junior)[33]
- Niven Hart – G, Fresno State (freshman)[34]
- Nate Hinton – G, Houston (sophomore)[35]
- Markus Howard – G, Marquette (senior)
- Elijah Hughes – F, Syracuse (junior)[36]
- Isaiah Joe – G, Arkansas (sophomore)[37]
- Dakari Johnson – G, Cape Fear Community College (freshman)[38]
- C.J. Jones – G, Middle Tennessee (junior)[38]
- Mason Jones – G, Arkansas (junior)[39]
- Tre Jones – G, Duke (sophomore)[40]
- Tyrique Jones – F, Xavier (senior)
- Nathan Knight – C, William & Mary (senior)
- Saben Lee – G, Vanderbilt (junior)[41]
- Micheal Lenoir – G, Lewisville Leopards (diplômé)[42]
- Kira Lewis – G, Alabama (sophomore)[43]
- Nico Mannion – G, Arizona (freshman)[44]
- Naji Marshall – F, Xavier (junior)[45]
- Kenyon Martin Jr. – G, IMG Academy (diplômé)
- Tyrese Maxey – G, Kentucky (freshman)[46]
- Skylar Mays – G, LSU (senior)
- Jaden McDaniels – F, Washington (freshman)[47]
- Isiaha Mike – F, SMU (junior) [48]
- E. J. Montgomery – G, Kentucky (sophomore)[49]
- Aaron Nesmith – G, Vanderbilt (sophomore)[50]
- Zeke Nnaji – F, Arizona (freshman)[51]
- / Jordan Nwora – F, Louisville (junior)[52]
- /  Nikolaos Okekuoyen – C, SPIRE Institute (diplômé)[42]
- Onyeka Okongwu – F, USC (freshman)[53]
- Isaac Okoro – F, Auburn (freshman)[54]
- Daniel Oturu – C, Minnesota (sophomore)[55]
- Reggie Perry – F, Mississippi State (sophomore)[56]
- Nate Pierre-Louis – G, Temple (junior)[57]
- Myles Powell – G, Seton Hall (senior)
- Payton Pritchard – G, Oregon (senior)
- Trevelin Queen – G, New Mexico State (senior)
- Immanuel Quickley – G, Kentucky (sophomore)[58]
- Jahmi'us Ramsey – G, Texas Tech (freshman)
- Paul Reed – F, DePaul (junior)[59]
- Nick Richards – C, Kentucky (junior)[60]
- Grant Riller – G, Charleston (senior)
- Jay Scrubb – G, John A. Logan College (sophomore)[61]
- Jalen Smith – F, Maryland (sophomore)[62]
- Cassius Stanley – G, Duke (freshman)[63]
- Lamar Stevens – F, Penn State (senior)
- Isaiah Stewart – F, Washington (freshman)[64]
- Tyrell Terry – G, Stanford (freshman)[65]
- Killian Tillie – F, Gonzaga (senior)
- Xavier Tillman – C, Michigan State (junior)[66]
- Tres Tinkle – F, Oregon State (senior)
- Obi Toppin – F, Dayton (sophomore)[67]
- Jordan Tucker – F, Butler (junior)[68]
- Devin Vassell – G, Florida State (sophomore)[69]
- Nick Weatherspoon – G, Mississippi State (junior)[70]
- Kaleb Wesson – F, Ohio State (junior)[71]
- Kahlil Whitney – F, Kentucky (freshman)[72]
- Austin Wiley – C, Auburn (senior)
- Emmitt Williams – F, LSU (sophomore)
- Patrick Williams – F, Florida State (freshman)[73]
- Cassius Winston – G, Michigan State (senior)
- James Wiseman – C, Memphis (freshman)[74]
- Robert Woodard II – F, Mississippi State (sophomore)[75]
- Ömer Yurtseven – C, Georgetown (junior)

### Joueurs internationaux
La citoyenneté n'est pas un critère pour déterminer si un joueur est "international" sous le CBA.
Pour qu'un joueur soit "international" sous le CBA, il doit répondre à tous les critères suivants :
- Résident à l'extérieur des États-Unis depuis au moins trois ans au moment de la draft.
- N'a pas terminé son cursus universitaire.
- N'a jamais été inscrit dans une université américaine.

Les joueurs qui remplissent le critère de "joueur international" sont automatiquement éligibles s'ils répondent à n'importe quel critère suivant : 
- Ils ont/auront 22 ans durant l'année civile de la draft. Ainsi, pour cette draft, les joueurs nés entre le 1er janvier et le 31 décembre 1998 sont automatiquement éligibles.
- Ils ont signé un contrat avec une équipe professionnelle dans le monde, hors NBA, et ont joué sous ce contrat.

Ci-dessous apparaissent les 15 joueurs internationaux nés en 1999 ou après s'étant inscrits pour la draft. Ils ont eu jusqu'à 10 jours avant le début de l'événement pour enlever leur nom s'ils le souhaitaient. De plus, bien que non mentionnés, tous les joueurs internationaux nés en 1998 sont automatiquement éligibles (comme le Français Abdoulaye N'doye).
- /  Deni Avdija – F, Maccabi Tel-Aviv (Israël)[77]
- Adrian Bogucki – C, Rosa Radom (Pologne)[78]
- Leandro Bolmaro – F, FC Barcelone (Espagne)[79]
- Imru Duke – F, Zentro Basket Madrid (Espagne)[80]
- /  Paul Eboua – F, Victoria Libertas Pesaro (Italie)[81]
- /  Killian Hayes — G, Ratiopharm Ulm (Allemagne)[82]
- Vít Krejčí — G, Basket Saragosse 2002 (Espagne)[83]
- Yam Madar – G, Hapoel Tel Aviv (Israël)[84]
- Théo Maledon — G, LDLC ASVEL (France)[85]
- Karim Mané — G, Vanier College (Canada)[86]
- /  Aleksej Pokuševski — F, Olympiakós (Réserve) (Grèce)[87]
- Marko Simonović — C, KK Mega Bemax (Serbie)[88]
- Mouhamed Thiam – C, Nanterre 92 (Espoir) (France)[80]

### Autres joueurs candidats automatiquement
Le critère d'admissibilité varie légèrement selon que le joueur est « international » ou non.
Pour les joueurs non internationaux, le contrat peut être avec une équipe non américaine. Les joueurs qui ne remplissent pas le critère de "joueur international" sont automatiquement éligibles s'ils répondent à n'importe quel critère suivant :
- Ils ont terminé les quatre années de leur cursus au College.
- Ils sont diplômés d'une High School aux États-Unis depuis au moins quatre ans et n'ont pas intégré un College ou une université américaine entre-temps.
- Ils ont signé un contrat professionnel avec n'importe quelle équipe dans le monde, hors NBA, et ont joué sous ce contrat.

| Joueur                | Équipe                                   | Note                                                         | Réf.   |
| --------------------- | ---------------------------------------- | ------------------------------------------------------------ | ------ |
| Terry Armstrong       | South East Melbourne Phoenix (Australie) | Professionnel depuis 2019                                    | [ 89 ] |
| LaMelo Ball           | Illawarra Hawks (Australie)              | Professionnel depuis 2017                                    | [ 90 ] |
| Sam Froling           | Illawarra Hawks (Australie)              | A quitté Creighton en 2019, statut professionnel depuis 2019 | [ 91 ] |
| R. J. Hampton         | New Zealand Breakers (Nouvelle-Zélande)  | Professionnel depuis 2019                                    | [ 92 ] |
| / Sacha Killeya-Jones | Kalev/Cramo (Estonie)                    | A quitté Kentucky en 2018, statut professionnel depuis 2019  |        |
| Alex Mudronja         | Adelaide 36ers (Australie)               | A quitté St Mary's en 2019, statut professionnel depuis 2019 |        |
| Kouat Noi             | Cairns Taipans (Australie)               | A quitté TCU en 2019, statut professionnel depuis 2019       | [ 93 ] |

## Loterie de la draft
Les 14 premiers choix de la draft appartiennent aux équipes qui ont raté les playoffs NBA, aussi appelés séries éliminatoires par les francophones d'Amérique du Nord. L'ordre a été déterminé par un tirage au sort. La loterie (lottery) a déterminé les trois équipes qui obtiennent les trois premiers choix de la draft (et leur ordre de choix). Les choix de premier tour restant et les choix du deuxième tour sont affectés aux équipes dans l'ordre inverse de leur bilan victoires-défaites lors de la saison 2019-2020. La loterie de la draft se déroulera le 20 août 2020. En raison de la crise sanitaire, les équipes présentes à la loterie sont les huit franchises n'ayant pas participé à la reprise de la saison à Orlando ainsi que les équipes non qualifiées pour les playoffs en se basant sur le pourcentage de victoire en date du 12 mars 2020. Les Timberwolves du Minnesota récupèrent le premier choix à l'issue de la loterie.
Ci-dessous les chances de chaque équipe pour la loterie de la draft 2020.
| ^ | Signale le résultat de la loterie |

| Équipe                          | Bilan 2019-2020 | Chances d'avoir la loterie | Choix | Choix | Choix | Choix | Choix | Choix | Choix | Choix | Choix | Choix | Choix | Choix | Choix | Choix |
| Équipe                          | Bilan 2019-2020 | Chances d'avoir la loterie | 1er   | 2e    | 3e    | 4e    | 5e    | 6e    | 7e    | 8e    | 9e    | 10e   | 11e   | 12e   | 13e   | 14e   |
| ------------------------------- | --------------- | -------------------------- | ----- | ----- | ----- | ----- | ----- | ----- | ----- | ----- | ----- | ----- | ----- | ----- | ----- | ----- |
| Warriors de Golden State        | 15-50           | 140                        | .140  | .134  | .127  | .120  | .479  | —     | —     | —     | —     | —     | —     | —     | —     | —     |
| Cavaliers de Cleveland          | 19-46           | 140                        | .140  | .134  | .127  | .120  | .278  | .200  | —     | —     | —     | —     | —     | —     | —     | —     |
| Timberwolves du Minnesota       | 19-45           | 140                        | .140  | .134  | .127  | .120  | .148  | .260  | .070  | —     | —     | —     | —     | —     | —     | —     |
| Hawks d'Atlanta                 | 20-47           | 125                        | .125  | .122  | .119  | .115  | .072  | .257  | .167  | .022  | —     | —     | —     | —     | —     | —     |
| Pistons de Détroit              | 20-46           | 105                        | .105  | .105  | .106  | .105  | .022  | .196  | .267  | .087  | .006  | —     | —     | —     | —     | —     |
| Knicks de New York              | 21-45           | 90                         | .090  | .092  | .094  | .096  | —     | .086  | .298  | .206  | .037  | .001  | —     | —     | —     | —     |
| Bulls de Chicago                | 22-43           | 75                         | .075  | .078  | .081  | .085  | —     | —     | .197  | .341  | .129  | .013  | .000  | —     | —     | —     |
| Hornets de Charlotte            | 23-42           | 60                         | .060  | .063  | .067  | .072  | —     | —     | —     | .345  | .321  | .068  | .004  | .000  | —     | —     |
| Wizards de Washington           | 24-40           | 45                         | .045  | .048  | .052  | .057  | —     | —     | —     | —     | .507  | .259  | .030  | .001  | .000  | —     |
| Suns de Phoenix                 | 26-39           | 30                         | .030  | .033  | .036  | .040  | —     | —     | —     | —     | —     | .659  | .190  | .012  | .000  | .000  |
| Spurs de San Antonio            | 27-36           | 20                         | .020  | .022  | .025  | .028  | —     | —     | —     | —     | —     | —     | .776  | .126  | .004  | .000  |
| Kings de Sacramento             | 28-36           | 13                         | .013  | .014  | .016  | .018  | —     | —     | —     | —     | —     | —     | —     | .861  | .076  | .001  |
| Pelicans de La Nouvelle-Orléans | 28-36           | 12                         | .012  | .013  | .015  | .017  | —     | —     | —     | —     | —     | —     | —     | —     | .920  | .023  |
| Grizzlies de Memphis            | 32-33           | 5                          | .005  | .006  | .006  | .007  | —     | —     | —     | —     | —     | —     | —     | —     | —     | .976  |

## Draft

### Légende
| ^ | Signale un joueur qui a été intronisé au Basketball Hall of Fame                                                                |
| * | Signale un joueur qui a été sélectionné pour au moins un match annuel NBA All-Star Game et une récompense annuelle All-NBA Team |
| + | Signale un joueur qui a été sélectionné pour au moins un match annuel NBA All-Star Game                                         |
| x | Signale un joueur qui a été sélectionné pour au moins une récompense annuelle All-NBA Team                                      |
| R | Signale le joueur qui a remporté le titre de NBA Rookie of the Year                                                             |

### Premier tour
| Choix | Nom                | Position           | Nationalité | Équipe                                                              | Provenance                       |
| ----- | ------------------ | ------------------ | ----------- | ------------------------------------------------------------------- | -------------------------------- |
| 1     | Anthony Edwards*   | Arrière            | États-Unis  | Timberwolves du Minnesota                                           | Bulldogs de la Géorgie           |
| 2     | James Wiseman      | Pivot              | États-Unis  | Warriors de Golden State                                            | Tigers de Memphis                |
| 3     | LaMelo Ball+ R     | Meneur             | États-Unis  | Hornets de Charlotte                                                | Illawarra Hawks (Australie)      |
| 4     | Patrick Williams   | Ailier             | États-Unis  | Bulls de Chicago                                                    | Seminoles de Florida State       |
| 5     | Isaac Okoro        | Ailier             | États-Unis  | Cavaliers de Cleveland                                              | Tigers d'Auburn                  |
| 6     | Onyeka Okongwu     | Ailier fort        | États-Unis  | Hawks d'Atlanta                                                     | Trojans d'USC                    |
| 7     | Killian Hayes      | Meneur             | France      | Pistons de Détroit                                                  | Ratiopharm Ulm (Allemagne)       |
| 8     | Obi Toppin         | Ailier fort        | États-Unis  | Knicks de New York                                                  | Flyers de Dayton                 |
| 9     | Deni Avdija        | Ailier Ailier fort | Israël      | Wizards de Washington                                               | Maccabi Tel-Aviv (Israël)        |
| 10    | Jalen Smith        | Ailier fort Pivot  | États-Unis  | Suns de Phoenix                                                     | Terrapins du Maryland            |
| 11    | Devin Vassell      | Arrière            | États-Unis  | Spurs de San Antonio                                                | Seminoles de Florida State       |
| 12    | Tyrese Haliburton* | Meneur             | États-Unis  | Kings de Sacramento                                                 | Cyclones d'Iowa State            |
| 13    | Kira Lewis Jr.     | Meneur             | États-Unis  | Pelicans de La Nouvelle-Orléans                                     | Crimson Tide de l'Alabama        |
| 14    | Aaron Nesmith      | Ailier             | États-Unis  | Celtics de Boston (de Memphis)                                      | Commodores de Vanderbilt         |
| 15    | Cole Anthony       | Meneur             | États-Unis  | Magic d'Orlando                                                     | Tar Heels de la Caroline du Nord |
| 16    | Isaiah Stewart     | Ailier fort Pivot  | États-Unis  | Trail Blazers de Portland (de Houston)                              | Huskies de Washington            |
| 17    | Aleksej Pokuševski | Ailier Ailier fort | Serbie      | Timberwolves du Minnesota (de Brooklyn, Atlanta)                    | Olympiakós (Grèce)               |
| 18    | Josh Green         | Arrière            | Australie   | Mavericks de Dallas                                                 | Wildcats de l'Arizona            |
| 19    | Saddiq Bey         | Ailier             | États-Unis  | Nets de Brooklyn (de Philadelphie, L.A. Clippers)                   | Wildcats de Villanova            |
| 20    | Precious Achiuwa   | Ailier fort        | Nigeria     | Heat de Miami                                                       | Tigers de Memphis                |
| 21    | Tyrese Maxey+      | Meneur Arrière     | États-Unis  | 76ers de Philadelphie (d'Oklahoma City via Philadelphie et Orlando) | Wildcats du Kentucky             |
| 22    | Zeke Nnaji         | Ailier fort        | États-Unis  | Nuggets de Denver (de Houston)                                      | Wildcats de l'Arizona            |
| 23    | Leandro Bolmaro    | Ailier             | Argentine   | Knicks de New York (de Utah)                                        | FC Barcelone (Espagne)           |
| 24    | R. J. Hampton      | Meneur             | États-Unis  | Bucks de Milwaukee (de Indiana)                                     | New Zealand Breakers (Australie) |
| 25    | Immanuel Quickley  | Meneur             | États-Unis  | Thunder d'Oklahoma City (de Denver)                                 | Wildcats du Kentucky             |
| 26    | Payton Pritchard   | Meneur             | États-Unis  | Celtics de Boston                                                   | Ducks de l'Oregon                |
| 27    | Udoka Azubuike     | Pivot              | Nigeria     | Jazz de l'Utah (de New York via L.A. Clippers)                      | Jayhawks du Kansas               |
| 28    | Jaden McDaniels    | Ailier fort        | États-Unis  | Lakers de Los Angeles (d'Oklahoma City)                             | Huskies de Washington            |
| 29    | Malachi Flynn      | Meneur             | États-Unis  | Raptors de Toronto                                                  | Aztecs de San Diego State        |
| 30    | Desmond Bane       | Arrière            | États-Unis  | Celtics de Boston (de Milwaukee, Phoenix)                           | Horned Frogs de TCU              |

### Deuxième tour
| Choix | Nom               | Position          | Nationalité | Équipe                                                                  | Provenance                       |
| ----- | ----------------- | ----------------- | ----------- | ----------------------------------------------------------------------- | -------------------------------- |
| 31    | Tyrell Terry      | Meneur            | États-Unis  | Mavericks de Dallas (de Golden State)                                   | Cardinal de Stanford             |
| 32    | Vernon Carey Jr.  | Pivot             | États-Unis  | Hornets de Charlotte (de Cleveland via Orlando et L.A. Clippers)        | Blue Devils de Duke              |
| 33    | Daniel Oturu      | Pivot             | États-Unis  | Timberwolves du Minnesota                                               | Golden Gophers du Minnesota      |
| 34    | Théo Maledon      | Meneur            | France      | 76ers de Philadelphie (d'Atlanta)                                       | ASVEL Lyon-Villeurbanne (France) |
| 35    | Xavier Tillman    | Ailier fort Pivot | États-Unis  | Kings de Sacramento (de Détroit, Phoenix)                               | Spartans de Michigan State       |
| 36    | Tyler Bey         | Arrière Ailier    | États-Unis  | 76ers de Philadelphie (de New York)                                     | Buffaloes du Colorado            |
| 37    | Vít Krejčí        | Meneur            | Tchéquie    | Wizards de Washington (de Chicago)                                      | Basket Saragosse (Espagne)       |
| 38    | Saben Lee         | Meneur            | États-Unis  | Jazz de l'Utah (de New York, Charlotte)                                 | Commodores de Vanderbilt         |
| 39    | Elijah Hughes     | Ailier            | États-Unis  | Pelicans de La Nouvelle-Orléans (de Washington via Milwaukee)           | Orange de Syracuse               |
| 40    | Robert Woodard II | Arrière           | États-Unis  | Grizzlies de Memphis (de Phoenix)                                       | Bulldogs de Mississippi State    |
| 41    | Tre Jones         | Meneur            | États-Unis  | Spurs de San Antonio                                                    | Blue Devils de Duke              |
| 42    | Nick Richards     | Pivot             | Jamaïque    | Pelicans de La Nouvelle-Orléans                                         | Wildcats du Kentucky             |
| 43    | Jahmi'us Ramsey   | Arrière           | États-Unis  | Kings de Sacramento                                                     | Red Raiders de Texas Tech        |
| 44    | Marko Simonović   | Pivot             | Monténégro  | Bulls de Chicago (de Memphis)                                           | Mega Leks (Serbie)               |
| 45    | Jordan Nwora      | Ailier            | Nigeria     | Bucks de Milwaukee (de Orlando)                                         | Cardinals de Louisville          |
| 46    | C. J. Elleby      | Ailier            | États-Unis  | Trail Blazers de Portland                                               | Cougars de Washington State      |
| 47    | Yam Madar         | Meneur            | Israël      | Celtics de Boston (de Brooklyn, via Philadelphie, Orlando et Charlotte) | Hapoël Tel-Aviv (Israël)         |
| 48    | Nico Mannion      | Meneur            | Italie      | Warriors de Golden State (de Dallas via Philadelphie)                   | Wildcats de l'Arizona            |
| 49    | Isaiah Joe        | Arrière           | États-Unis  | 76ers de Philadelphie                                                   | Razorbacks de l'Arkansas         |
| 50    | Skylar Mays       | Meneur Arrière    | États-Unis  | Hawks d'Atlanta (de Miami, via Boston, Cleveland et Sacramento)         | Tigers de LSU                    |
| 51    | Justinian Jessup  | Arrière           | États-Unis  | Warriors de Golden State (de Utah via Cleveland, Détroit et Dallas)     | Broncos de Boise State           |
| 52    | Kenyon Martin Jr. | Ailier fort       | États-Unis  | Kings de Sacramento (de Houston)                                        | IMG Academy                      |
| 53    | Cassius Winston   | Meneur            | États-Unis  | Thunder d'Oklahoma City                                                 | Spartans de Michigan State       |
| 54    | Cassius Stanley   | Arrière           | États-Unis  | Pacers de l'Indiana                                                     | Blue Devils de Duke              |
| 55    | Jay Scrubb        | Arrière Ailier    | États-Unis  | Nets de Brooklyn (de Denver)                                            | John A. Logan College            |
| 56    | Grant Riller      | Meneur Arrière    | États-Unis  | Hornets de Charlotte (de Boston)                                        | Cougars de Charleston            |
| 57    | Reggie Perry      | Ailier fort       | États-Unis  | Clippers de Los Angeles                                                 | Bulldogs de Mississippi State    |
| 58    | Paul Reed         | Ailier fort       | États-Unis  | 76ers de Philadelphie (de L.A. Lakers via Orlando)                      | Blue Demons de DePaul            |
| 59    | Jalen Harris      | Meneur Arrière    | États-Unis  | Raptors de Toronto                                                      | Wolf Pack du Nevada              |
| 60    | Sam Merrill       | Arrière           | États-Unis  | Pelicans de La Nouvelle-Orléans (de Milwaukee)                          | Aggies d'Utah State              |